# Paul Put
Paul Put (Antwerpen, 26 mei 1956) is een Belgisch voetbaltrainer en voormalig voetballer.

## Spelerscarrière
In 1965 sloot de achtjarige Paul Put zich aan bij Beerschot VAV, waar hij zijn jeugdopleiding als verdediger genoot. In elke jeugdploeg waar Put speelde, was hij de aanvoerder. In 1973 werd hij aan de zijde van Juan Lozano kampioen met de UEFA-juniores (min 18 jaar). Bij de A-ploeg geraakte hij weliswaar niet verder dan de bank. In 1976 verhuisde Put voor één seizoen naar competitierivaal Tubantia Borgerhout. Van 1977 tot 1980 speelde hij nog drie seizoenen voor Beerschot. Daarna volgden nog periodes bij KSV Oudenaarde, VC Rotselaar, KSV Bornem, Union Sint-Gillis, KFC Herentals en FC Wilrijk, vooraleer hij zijn carrière afsloot bij Tubantia Borgerhout in het seizoen 1979/80. Put sukkelde in zijn professionele spelerscarrière vaak met blessures en was eerder niet dan wel basisspeler.

## Trainerscarrière

### België
Bij Tubantia Borgerhout startte Put het daaropvolgende seizoen zijn trainerscarrière. Met Verbroedering Geel dwong hij de promotie naar de eerste klasse af. 
Andere ploegen die hij in lagere klassen trainden waren Sint-Niklase SK, KFC Tielen en KSV Ingelmunster. In 2001 kreeg Put de kans om eersteklasser Sporting Lokeren te leiden, waarmee hij UEFA-cup voetbal haalde na het behalen van de derde plaats in de competitie in 2003. Daarna volgden Lierse SK en Excelsior Moeskroen.

### Afrikaans continent
In 2008 werd Put bondscoach van Gambia, die hij voor het eerst in hun geschiedenis naar de Afrika Cup leidde. Op 23 maart 2012 werd Put bondscoach van Burkina Faso, waarmee hij in 2013 de finale van de strijd om de Africa Cup haalde. Hij trad aan als opvolger van de Portugees Paulo Duarte. Na de teleurstellende resultaten op de Africa Cup van 2015 werd de samenwerking in februari 2015 na onderling overleg beëindigd.
Andere nationale ploegen op het Afrikaans continent waarvan hij bondstrainer was, zijn Kenia, Guinee en Congo-Brazzaville. Sinds november 2023 heeft hij de nationale ploeg van Oeganda onder zijn hoede.
In Azië was Put gedurende een half jaar bondstrainer van Jordanië.

## Loopbaan als speler
- Beerschot VAV (1965-1976)
- Tubantia Borgerhout (1976-1977)
- Beerschot VAV (1977-1980)
- KSV Oudenaarde (1980-1981)
- VC Rotselaar (1981-1983)
- Bornem (1983-1984)
- Union Sint-Gillis (1984-1985)
- Herentals (1985-1986)
- FC Wilrijk (1986-1987)
- Tubantia Borgerhout (1987-1988)

## Loopbaan als trainer
- Tubantia Borgerhout (1988-1994)
- St.-Niklaas (1994-1996)
- Tielen (1996-1998)
- Geel (1998-2000)
- Ingelmunster (2000-2001)
- Lokeren (2001-2003)
- K. Lierse SK (2004-november 2005)
- Excelsior Moeskroen (januari 2006-februari 2006)
- Nationaal elftal Gambia (mei 2008-oktober 2011)
- Nationaal elftal Burkina Faso (maart 2012-februari 2015)
- Nationaal elftal Jordanië (juni 2015-januari 2016)
- Nationaal elftal Kenia (november 2017-februari 2018)
- Nationaal elftal Guinee (maart 2018-juli 2019)
- Wydad Casablanca (oktober 2019-december 2019)
- Nationaal elftal Congo-Brazzaville (mei 2021-november 2023)
- Nationaal elftal Oeganda (november 2023-heden)

## Rol in zaak-Ye
In een uitzending van het VRT-programma Panorama op 5 februari 2006 werden hij en dertien anderen ervan beschuldigd betrokken te zijn geweest bij de beïnvloeding van wedstrijden door de Chinese gokmaffia. De makers beweerden zeker te weten dat deze mensen van de illegale praktijken op de hoogte waren en "dat ze een bepaald rolletje in het systeem hebben aanvaard". De beschuldiging tegen Put werd twee weken later geconcretiseerd: hij zou een spilfiguur in het gokschandaal zijn geweest. Put zou per wedstrijd van K. Lierse SK, waar hij destijds trainer was, €75.000 hebben ontvangen van de Chinees Zheyun Ye, met het doel wedstrijden van de club te beïnvloeden. Hij zou een deel hiervan vervolgens onder de Lierse-spelers verdeeld hebben. Zelf zou hij aan de hele affaire een miljoen euro verdiend hebben. Op 17 februari 2006 werd hij opnieuw ontslagen nadat hij aan de directie van Moeskroen zou hebben toegegeven dat hij twee wedstrijden beïnvloed had.
Op 20 augustus 2007 werd Put vanwege zijn rol in het omkoop- en gokschandaal voor het leven geschorst door de Controlecommissie van de KBVB. Deze achtte bewezen dat hij een spil in het schandaal was: "Hij introduceerde Ye en was zijn vertrouwensman. Hij betaalde zelfs premies voor het vervalsen van wedstrijden. Hij zette ook spelers onder druk om deel te nemen aan het systeem." Dit betekent dat hij niet meer in België aan de bak kan. Pas over vijf jaar kan hij zich weer aanmelden als lid bij de Bond, maar die heeft dan het recht om hem te weigeren.
Op 13 juni 2014 werd Put door de Brusselse rechtbank bij verstek veroordeeld tot 2 jaar met uitstel en een boete van €11.000. Op 17 december 2015 werd hij door het Brusselse Hof van Beroep veroordeeld tot twee jaar effectieve gevangenisstraf. Zijn advocaat kreeg op 17 februari 2016 gedaan dat Put voorlopig toch op vrije voeten kon komen, tegen de betaling van een borgsom van €10.000. De veroordeelde coach mocht België niet verlaten zonder toestemming van de autoriteiten.